# Джим Маршалл (бізнесмен)

Джим Маршалл (англ. James Charles «Jim» Marshall; 29 липня 1923, Лондон, Англія — 5 квітня 2012, Мілтон-Кінс, Англія) — англійський конструктор звукопідсилювальної апаратури, бізнесмен, засновник компанії Marshall Amplification. Кавелер Ордена Британської імперії.

## Біографія
Джим Маршалл не потрапив на фронт під час Другої світової війни, оскільки страждав на туберкульоз кісток. В молодості він підробляв електриком. Захоплювався музикою, співав і грав на барабанах. Перший підсилювач зробив для себе, щоб голос було чути поверх звуку ударних інструментів.
У 1960 році відкрив свій магазин з продажу музичних інструментів, серед відвідувачів якого були Річі Блекмор і Піт Таунсенд.
У 1962 році ним було прийняте рішення збирати підсилювачі власними руками і перший прототип 50-ватного підсилювача був готовий до вересня 1962 року. За основу першого підсилювача була взята модель Fender Bassman 5F6A, у схему якого внесли деякі зміни. У тому ж 1962 році було створено і перший в історії індустрії музичних інструментів гітарний кабінет 4х12".
Джим Маршалл помер 5 квітня 2012 року в віці 88 років.